# Ingke Goeckenjan
Ingke Goeckenjan (* 1974) ist eine deutsche Juristin und Hochschullehrerin an der Ruhr-Universität Bochum.

## Leben
Goeckenjan begann 1993 ein Studium der Rechtswissenschaften an der Universität Trier, das sie 1999 mit dem Ersten Juristischen Staatsexamen an der Freien Universität Berlin vollendete. In der Folge arbeitete sie während ihres Referendariats beim Kammergericht am Berliner Lehrstuhl von Ulrich Eisenberg als wissenschaftliche Mitarbeiterin. 2002 legte Goeckenjan ihr Zweites Staatsexamen in Berlin ab, zwei Jahre später beendete sie ihre Promotion bei Eisenberg. Anschließend arbeitete sie als wissenschaftliche Assistentin, später als akademische Rätin auf Zeit für Roland Schmitz an der Universität Bayreuth. 2013 schloss Goeckenjan bei dem an die Universität Osnabrück gewechselten Schmitz ihre Habilitation ab und erhielt die venia legendi für Strafrecht, Strafprozessrecht, Jugendstrafrecht, Kriminologie und Strafvollzug.
Bereits im Wintersemester 2011/12, also noch vor Abschluss ihrer Habilitation, die Professur für Strafrecht und Strafprozessrecht an der Universität Kiel vertreten. Es folgten Lehrstuhlvertretungen an den Universitäten Bielefeld (2013) und Bochum (2014). Zum Wintersemester 2014/15 nahm sie unter Ablehnung eines Rufs der Universität Greifswald einen Ruf der Universität Bochum an und ist seitdem Inhaberin des dortigen Lehrstuhls für Strafrecht und Strafprozessrecht.

## Veröffentlichungen (Auswahl)
- Neuere Tendenzen in der Diversion – Exemplarisch dargestellt anhand des Berliner Diversionsmodells. Duncker & Humblot, Berlin 2005, ISBN 978-3-428-11748-2. (Dissertation)
- Revision der Lehre von der objektiven Zurechnung – Eine Analyse zurechnungsausschließender Topoi beim vorsätzlichen Erfolgsdelikt. Mohr Siebeck, Tübingen 2016, ISBN 978-3-16-153454-6.  (Habilitationsschrift)